# Стоу-Крік Тауншип (Нью-Джерсі)
Стоу-Крік Тауншип (англ. Stow Creek Township) — селище (англ. township) в США, в окрузі Камберленд штату Нью-Джерсі. Населення — 1312 особи (2020).

## Демографія
Згідно з переписом 2010 року, у селищі мешкала 1431 особа в 543 домогосподарствах у складі 412 родин. Було 568 помешкань
Расовий склад населення:
| - 91,3 % — білих - 4,5 % — чорних або афроамериканців - 1,4 % — корінних американців - 0,3 % — азіатів - 1,0 % — осіб інших рас |

До двох чи більше рас належало 1,5 %. Частка іспаномовних становила 4,4 % від усіх жителів.
За віковим діапазоном населення розподілялося таким чином: 20,8 % — особи молодші 18 років, 61,6 % — особи у віці 18—64 років, 17,6 % — особи у віці 65 років та старші. Медіана віку мешканця становила 44,6 року. На 100 осіб жіночої статі у селищі припадало 101,0 чоловіків;  на 100 жінок у віці від 18 років та старших — 97,9 чоловіків також старших 18 років.
Середній дохід на одне домашнє господарство  становив 77 742 долари США (медіана — 72 159), а середній дохід на одну сім'ю — 95 176 доларів (медіана — 92 697). Медіана доходів становила 68 750 доларів для чоловіків та 42 829 доларів для жінок. За межею бідності перебувало 5,4 % осіб, у тому числі 5,7 % дітей у віці до 18 років та 10,9 % осіб у віці 65 років та старших.
Цивільне працевлаштоване населення становило 640 осіб. Основні галузі зайнятості: освіта, охорона здоров'я та соціальна допомога — 25,0 %, транспорт — 11,3 %, роздрібна торгівля — 9,5 %, будівництво — 9,5 %.